# Lepilius chisosensis
Lepilius chisosensis – gatunek chrząszcza z rodziny ryjkowcowatych.

## Zasięg występowania
Występuje w USA. Znany jest jedynie z kaldery Pine Canyon w Parku Narodowy Big Bend w Teksasie.

## Budowa ciała
Ubarwienie ciała ciemnobrązowe. Pokrywy jasnobrązowe z ciemnymi plamami.

## Biologia i ekologia
Żeruje w ściółce.